# イェスン・トゥア
イェスン・トゥア（モンゴル語: Yesün Tua、生没年不詳）とは、13世紀前半にモンゴル帝国に仕えたタタル部出身の将軍の一人。イスン・トアとも。

## 概要
『集史』「タタル部族誌」には「血筋がどこの部族の出身か確かでなく知られていない者」と記されており、その出自については全く記録が残っていない。
1206年、モンゴル帝国を建国したチンギス・カンはケシクテイ（親衛隊）制度を整備し、このケシクテイに物品を支給する組織として「親衛千人隊(hezāre-ye buzurg)」もしくは「御帳前首千戸」と呼ばれる組織を創設した。この「親衛千人隊」は「家の子（ゲルン・コウン」とも呼ばれ、君主（カン/カアン）の住まうオルドに直属し馬・食糧・革紐、その他の物資を供給することが役目とし、イェスン・トゥアは「親衛千人隊」の中の百人隊長（ジャウン）を務めていた。
『集史』「チンギス・カン紀」などによると、イェスン・トゥアはチンギス・カンの后妃（カトン）の中で最も地位の高いボルテ・ウジンの主宰するオルドに属し、更に「四ケシクのアクタチ達のアミール」を務めていたという。アクタチ（aqtači）とは乗馬に利用する去勢馬(aqta)を飼育管理する役職を指し、イェスン・トゥアはケシクテイ（親衛隊）として君主の去勢馬(aqta)を管理すると同時に、去勢馬(aqta)を供給する「家の子（ゲルン・コウン）」を統べていたものと考えられている。
イェスン・トゥアにはビグダシュ（bīkdāsh）という息子がおり、第5代皇帝クビライは弟でイルハン朝（フレグ・ウルス）を建国したフレグの下にビグダシュを使者（イルチ）として派遣したと記録されている。